# Columbus Chill
Columbus Chill var ett amerikanskt professionellt ishockeylag som spelade i den nordamerikanska ishockeyligan East Coast Hockey League (ECHL) mellan 1991 och 1998. 1998 blev Chill inaktiverad som ishockeylag efter att bygget av inomhusarenan Nationwide Arena inleddes i syfte att staden Columbus, Ohio kunde få en medlemsorganisation i National Hockey League (NHL). 2001 återuppstod laget när deras rättigheter köptes upp i syfte flytta det till Reading i Pennsylvania, för att vara dagens Reading Royals. De spelade sina hemmamatcher i inomhusarenan Ohio Expo Center Coliseum i Columbus i Ohio. Chill var ett farmarlag till Vancouver Canucks, Chicago Blackhawks och Mighty Ducks of Anaheim i National Hockey League (NHL). Laget vann aldrig Kelly Cup, som är trofén som ges ut till det vinnande laget av ECHL:s slutspel..
Spelare som har spelat för Chill är bland andra Brad Treliving.